# محمد أباد فردوسي (دشتاب)
محمد أباد فردوسي (بالفارسية: محمدآباد فردوسی) هي مستوطنة تقع في إيران في قسم دشتاب الريفي.